# Марх (Брайсгау)
Марх (нім. March) — громада в Німеччині, знаходиться в землі Баден-Вюртемберг. Підпорядковується адміністративному округу Фрайбург. Входить до складу району Брайсгау-Верхній Шварцвальд.
Площа — 17,78 км2. Населення становить 9275 ос. (станом на 31 грудня 2020).

## Відомі люди
- 19 січня 1994 тут народився Маттіас Гінтер — відомий німецький футболіст, захисник клубу «Фрайбург» та національної збірної Німеччини.

## Галерея

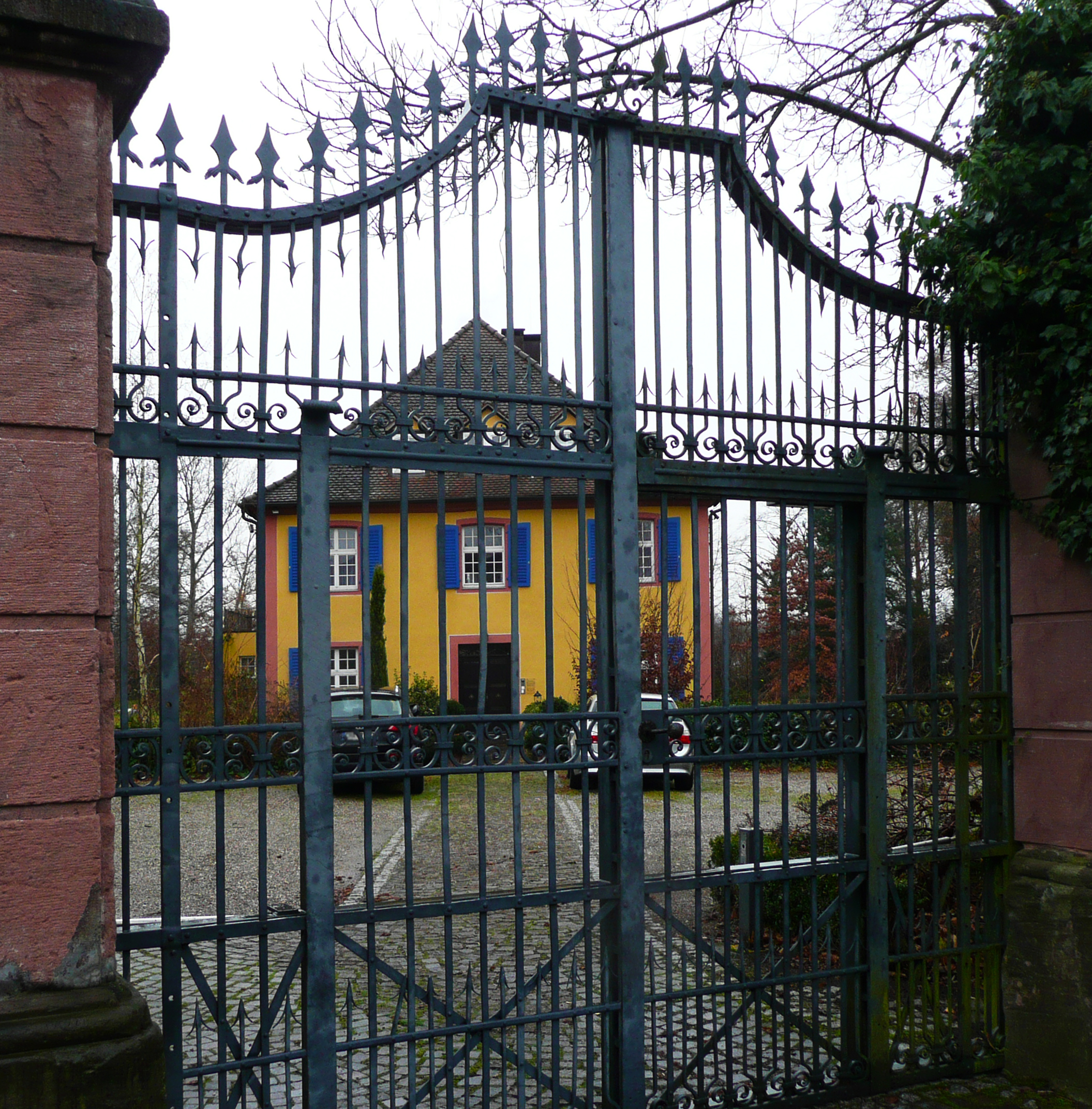
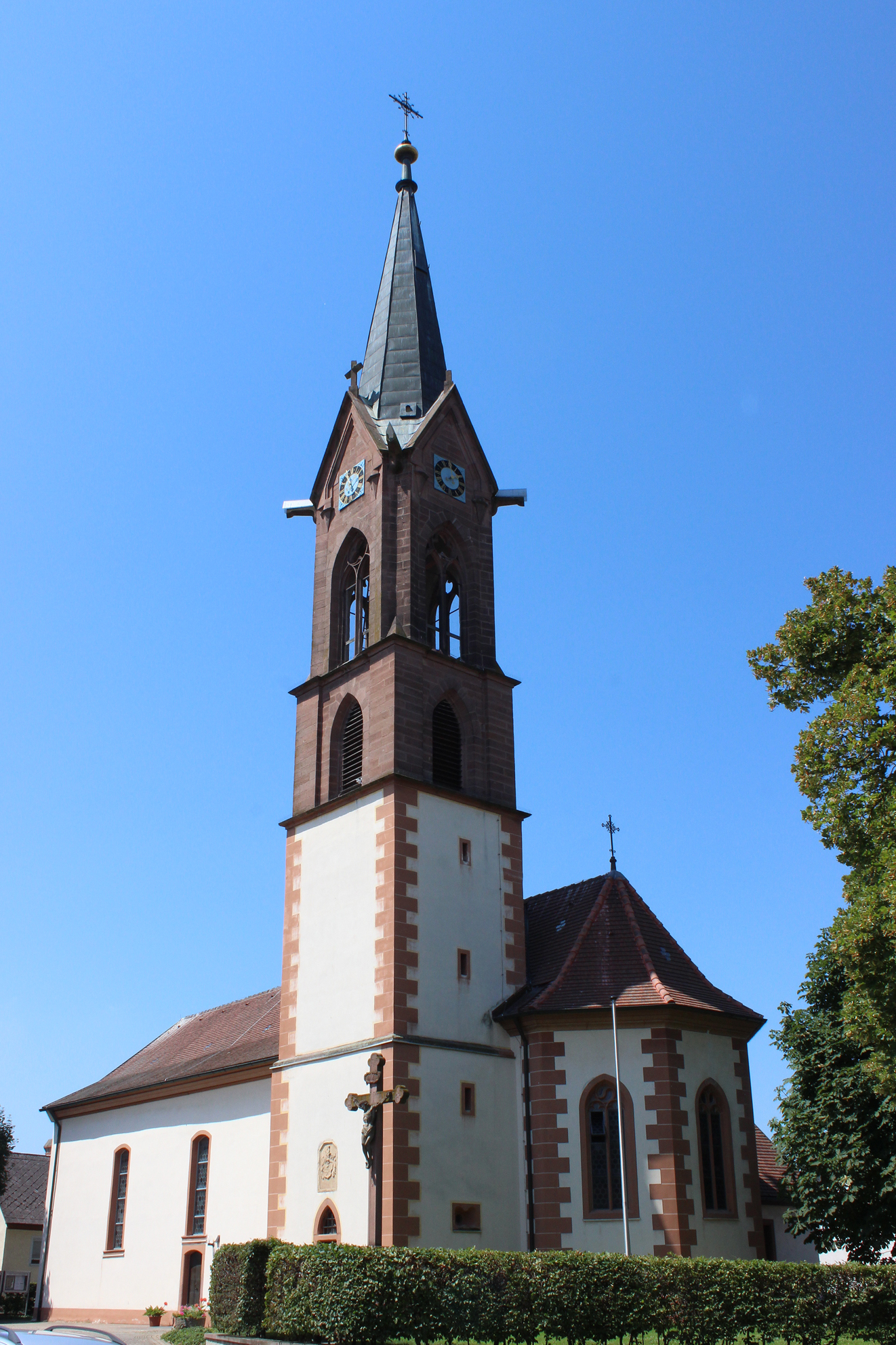
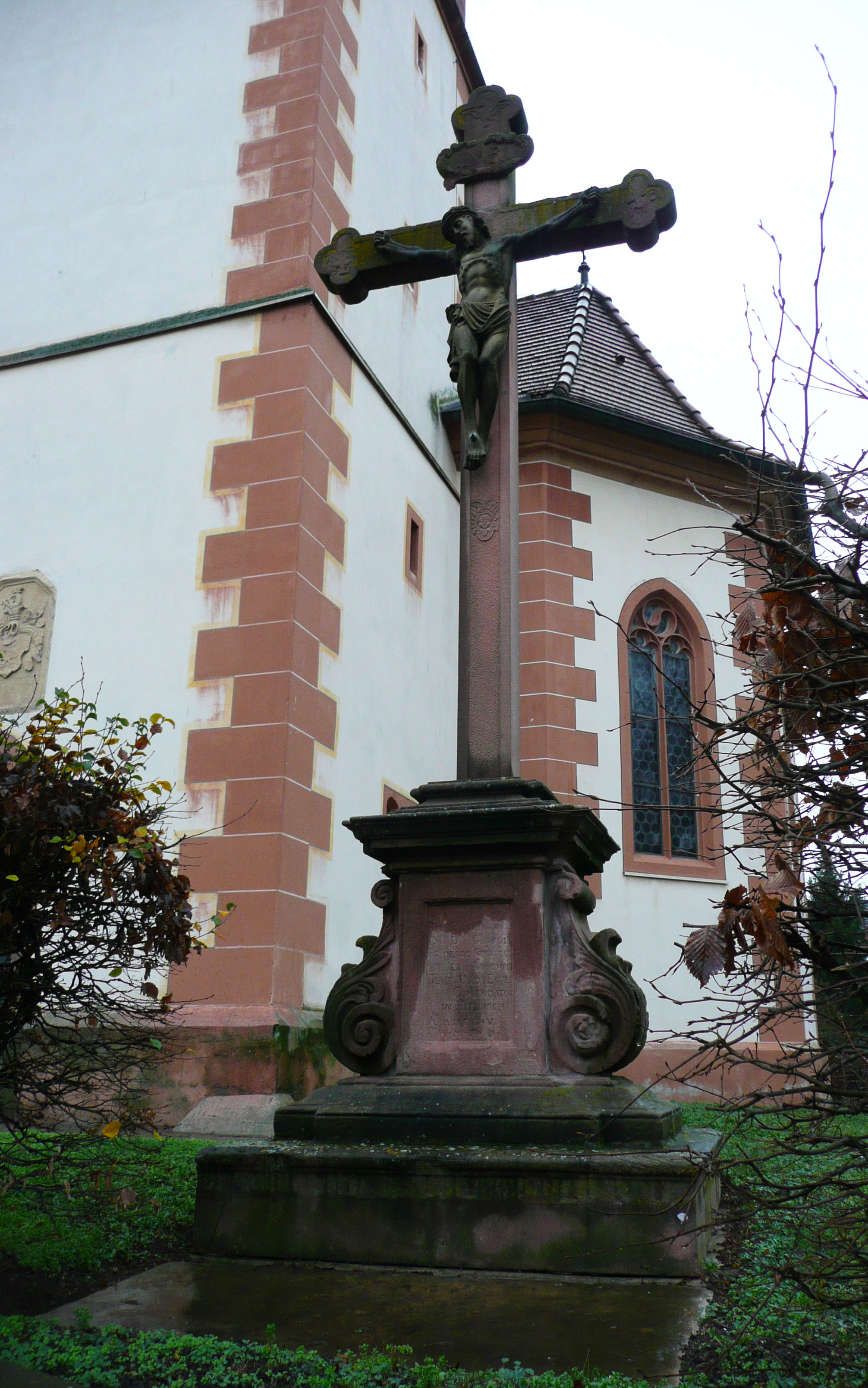
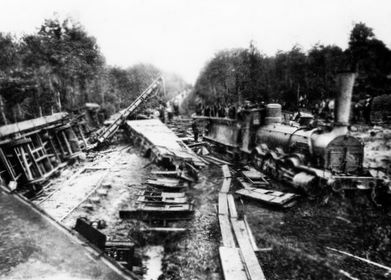
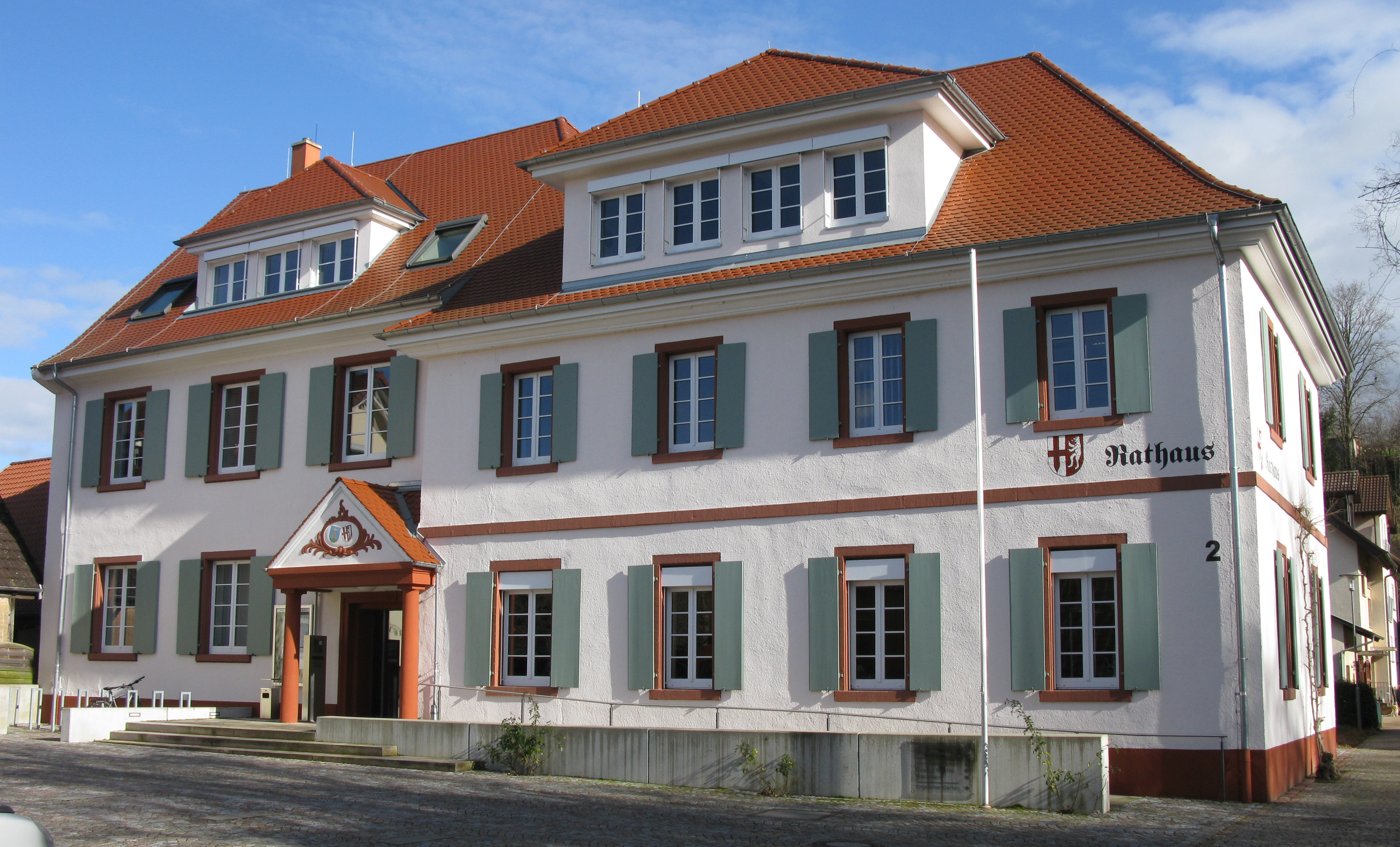
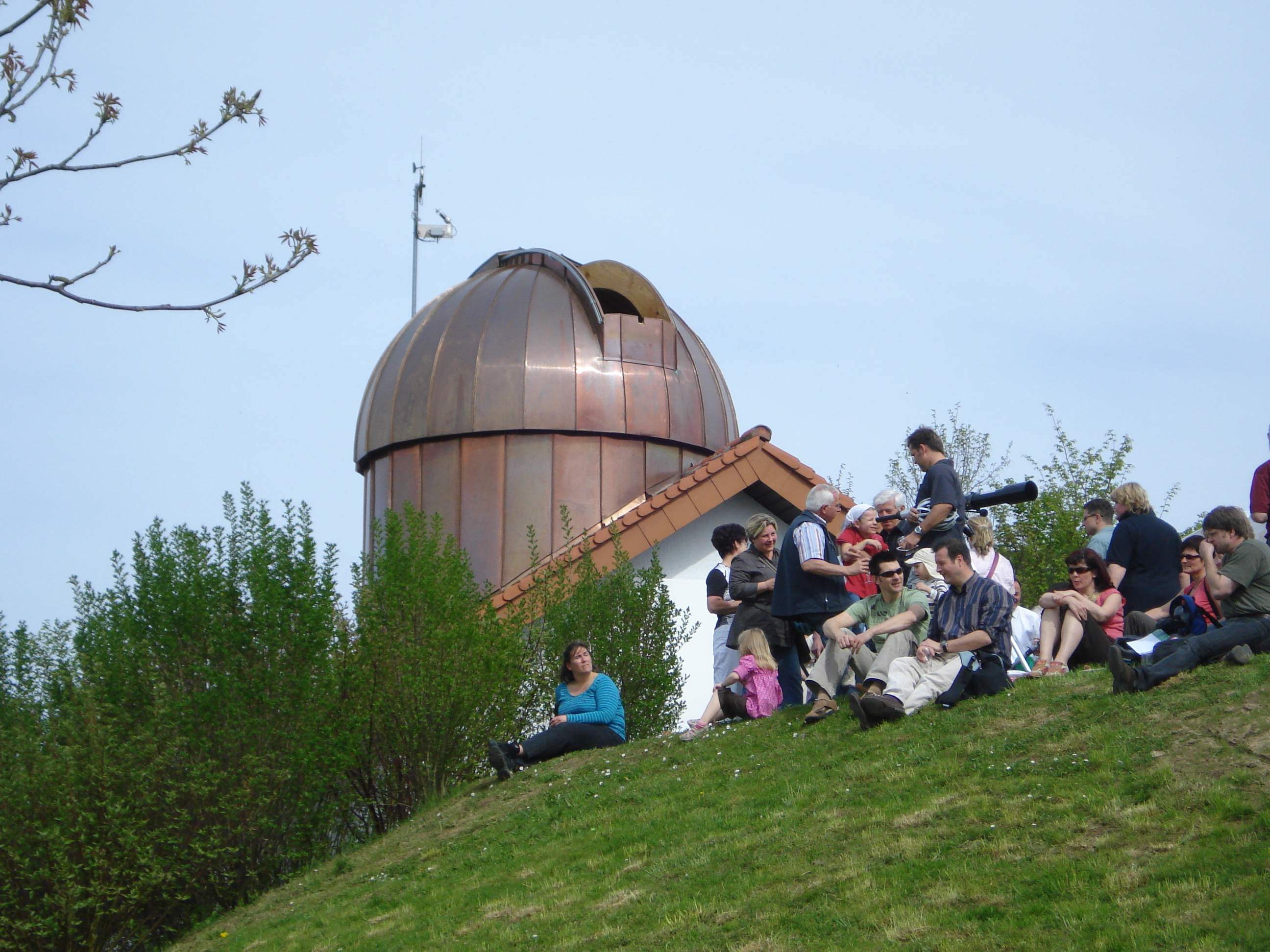